# Григорово (Вяземский район)
Григорово — деревня в Вяземском районе Смоленской области России. Входит в состав Мещёрского сельского поселения. По состоянию на 2007 год постоянного населения не имеет.
Расположена в восточной части области в 23 км к северо-востоку от Вязьмы, в 17 км севернее автодороги М1 «Беларусь», на берегу реки Чижовка. В 8 км южнее деревни расположена железнодорожная станция О.п. 218-й км на линии Москва — Минск.

## История
В годы Великой Отечественной войны деревня была оккупирована гитлеровскими войсками в октябре 1941 года, освобождена в марте 1943 года.